# Astictopterus
Astictopterus is een geslacht van vlinders van de familie van de dikkopjes (Hesperiidae), uit de onderfamilie van de Hesperiinae. Dit geslacht is voor het eerst wetenschappelijk beschreven door Cajetan Freiherr von Felder en Rudolf Felder in een publicatie uit 1860.

## Soorten
- A. jama C. Felder & R. Felder, 1860

///
- A. anomaeus (Plötz, 1879) = Isoteinon anomoeus (Plötz, 1879)
- A. bruno (Evans, 1937) = Isoteinon  bruno (Evans, 1937)
- A. inornatus (Trimen, 1864) = Isoteinon  inornatus (Trimen, 1864)
- A. punctulata (Butler, 1895) = Isoteinon  punctulata (Butler, 1895)
- A. tura Evans, 1951 = Dotta tura (Evans, 1951)